# Sikar
Sikar er et rørsystem i planter, bestående af celler, der transporterer saftstrømme med bl.a. sukker produceret i fotosyntesen fra plantens blade til rødderne eller andre organer, hvor der er behov for energi og organisk stof. Når rørene kaldes "sikar", skyldes det, at de består af tomme, aflange celler, hvis sammenvoksede endeflader er gennembrudt, så væsken kan passere gennem noget, som kan ligne en si (eller måske snarere et dørslag).
Man kan her sige, at sikar udfører det modsatte af vedkar, som transporterer vand og opløste næringsioner fra rødderne til bladene, hvor de indgår i stofskifte- og vækstprocesserne. 
En god huskeregel er at s i sikar står for sukker, og v i vedkar står for vand!